# Siedah Garrett
Siedah Garrett (ur. 24 czerwca 1960 w Los Angeles) – amerykańska wokalistka i autorka piosenek.
W 1987 r. współpracowała z Michaelem Jacksonem, wspólnie z nim wykonując utwór I Just Can’t Stop Loving You oraz współkomponując Man in the Mirror (oba z albumu Bad). W latach 1992–1993 uczestniczyła w trasie koncertowej Jacksona, Dangerous World Tour. W późniejszych latach wykonywała wokal wspierający m.in. dla Quincy’ego Jonesa (m.in. Back on the Block), Madonny, Natalie Cole, Anastacii i Jessiki Simpson.
W 2008 r. otrzymała (wspólnie z Henrym Kriegerem) Nagrodę Grammy w kategorii Best Song-Motion Picture TV, Visual Media za piosenkę Love You I Do z filmu Dreamgirls. Utwór ten był również nominowany do Oscara w kategorii Najlepsza piosenka w 2007 roku.

## Dyskografia
- Kiss Of Life (Qwest, 1988)
- Shelter (FFRR, 1997) – wspólnie z Brand New Heavies
- Siedah (Motown, 2003)